# Gavdopula
Gavdopula (Grec: Γαυδοπούλα [ɣavðo'pula]) és un illot grec deshabitat al Mar de Líbia, al sud de Creta, al nord-oest de l'illa de Gavdos.
Actualment és una reserva natural protegida per als ocells migratoris.